# Unterer Bogen
Koordinaten: 47° 29′ 57,8″ N, 8° 43′ 35,7″ O; CH1903: 697041 / 261754

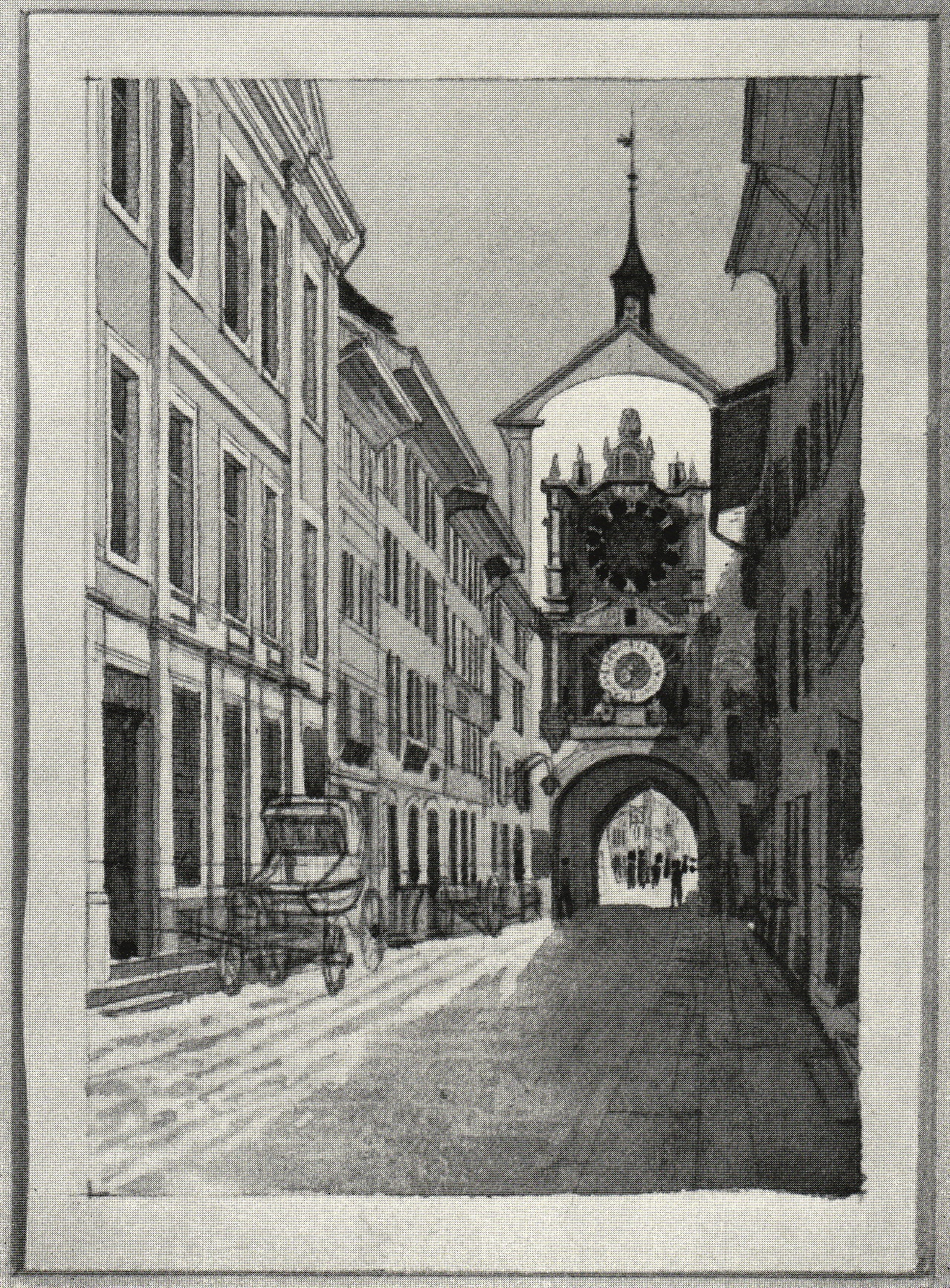
Blick aus der Marktgasse auf die Ostfassade des Unteren Bogens (Zeichnung Emanuel Labhardts, um 1860).

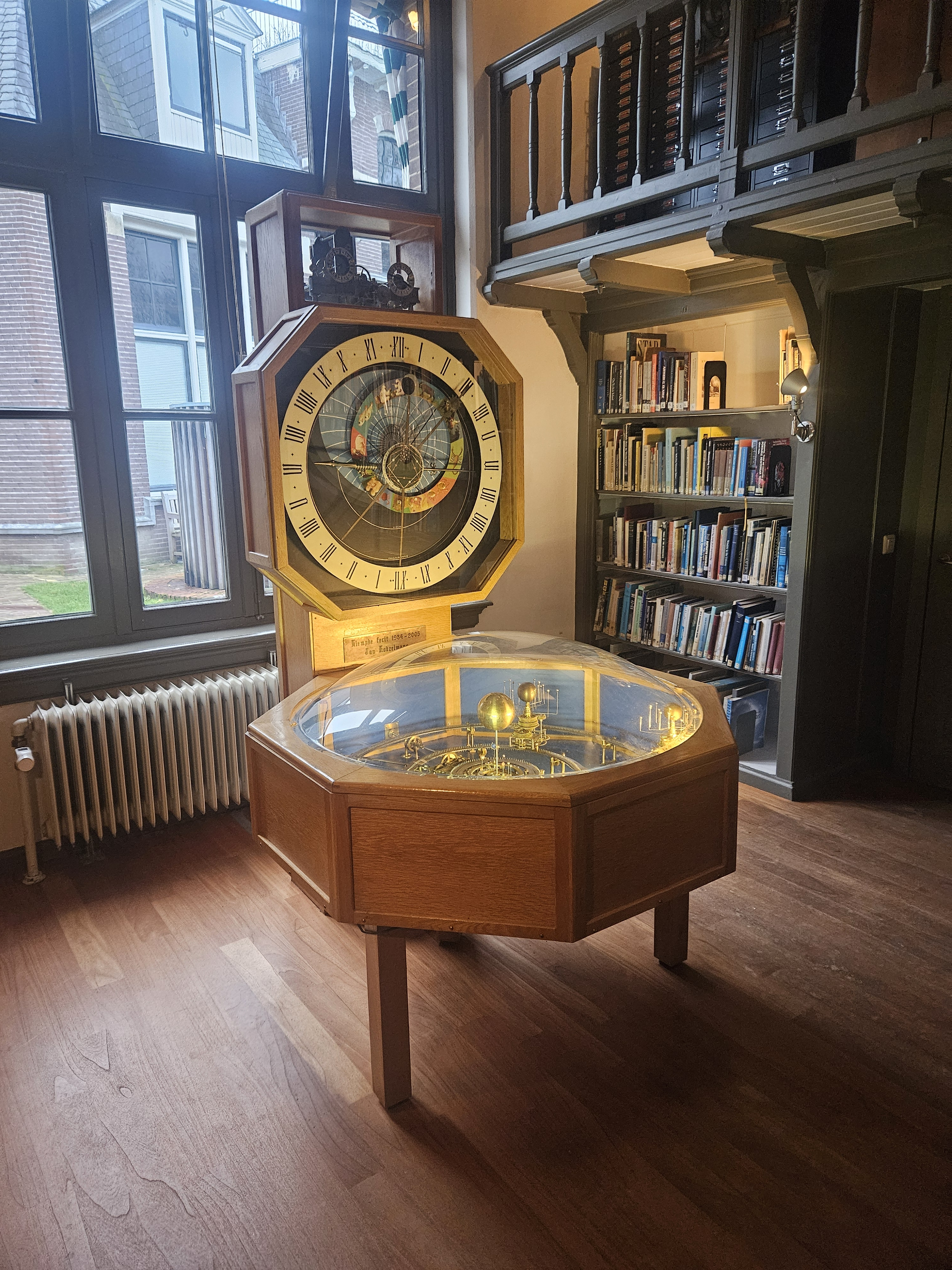
Kopie der Uhrturmmechanik in Sonnenborgh in den Niederlanden

Der Untere Bogen, wegen seiner späteren Nutzung auch Käfigtor, Käfigturm, Zeittor, Zeitbogen oder Zeitglocken(-turm) genannt, war das alte Westtor der Stadt Winterthur am westlichen Ende der Marktgasse. Nach dem Bau des neuen Untertors am Eingange der westlichen Vorstadt wurde der Torturm von 1340 bis 1814 als Gefängnis verwendet; 1529 erhielt er einen Dachreiter mit Stundenglocke und eine Uhr mit einem grossen Zifferblatt auf der Ostseite zum Ablesen der Äquinoktialstunden und darunter einem kleineren zur Darstellung astronomischer Erscheinungen. Bei der Umgestaltung von 1669 wurde der Turm in seiner Höhe reduziert und mit einer barocken Fassaden-Malerei versehen, welche die Zifferblätter mit einer Säulenarchitektur sowie den Halbfiguren der griechischen Mathematiker Euklid und Ptolemaeus umgab.
Auf Beschluss der Gemeindeversammlung vom 30. Oktober 1870 wurden im folgenden Jahr mit dem Unteren und Oberen Bogen die letzten beiden Stadttore Winterthurs abgetragen; der damalige Stadtbaumeister Karl Bareis legte darauf aus Protest sein Amt nieder und verliess die Stadt. Das von Laurenz Liechti aus Schmiedeeisen gefertigte Uhrwerk aus dem Zeitglockenturm wurde samt astronomischem Zifferblatte zunächst im Stadthaus eingelagert, später auf der Mörsburg aufbewahrt und ist heute im Museum Lindengut ausgestellt. Mittels vierer Zeiger werden der Umlauf von Sonne und Mond sowie deren Aspekte, die Mondphasen und Drachenpunkte, die Tierkreiszeichen und die Temporalstunden angezeigt.